# Umbellinezuur
Umbellinezuur of 2,4-dihydroxykaneelzuur is een organische verbinding met als brutoformule C9H8O4. Het is een structuurisomeer van koffiezuur.
Umbellinezuur is precursor voor de biosynthese van umbelliferon.

## Biosynthese
Umbellinezuur is een fenylpropanoïde, dat geproduceerd wordt uit L-fenylalanine. Fenylalanine wordt door het enzym PAL (L-fenylalanine-ammonia-lyase) omgezet in kaneelzuur, gevolgd door hydroxylering door C4H (trans-cinnamaat-4-mono-oxygenase) tot 4-cumaarzuur. 4-cumaarzuur wordt dan verder gehydroxyleerd tot umbellinezuur.